# Peroguarda
Peroguarda ist ein Ort und eine Gemeinde freguesia im Baixo Alentejo in Portugal. Die Gemeinde liegt im Landkreis von Ferreira do Alentejo, mit einer Fläche von 36,4 km² und 364 Einwohnern (Stand 30. Juni 2011). Dies ergibt eine Bevölkerungsdichte von 10 Einw./km². Peroguarda liegt im landwirtschaftlichen Zentrum der Region, insbesondere die Weizenproduktion ist von überregionaler Bedeutung.

## Geschichte und Bedeutung
In der Gemeinde belegen eine Vielzahl Funde die Besiedlung des Gebietes zu vor-römischer, römischer, westgotischer und arabischer Zeit, wobei die Ausgrabungen der römischen Grabstätte an der Casa da Santa Margarida unter den Funden im Gemeindegebiet die größte archäologische Bedeutung hat.
Die erste dokumentierte Erwähnung Peroguardas, bereits als eigenständige Gemeinde, stammt aus dem 15. Jahrhundert.
Peroguarda gilt als ein besonders charakteristisches Dorf des Alentejo. Bei der Auswahl des „portugiesischsten Dorfes“ durch die Propaganda des Estado-Novo-Regimes kam das Dorf in die engere Auswahl und wurde 1938 viermal von der Auswahlkommission besucht. Die Auszeichnung erhielt 1939 schließlich Monsanto, Peroguarda gilt jedoch seither als das „portugiesischste Dorf“ des Alentejo, und als ein besonders typisches Beispiel der Dörfer der Region.
Der korsische, besonders in Portugal wirkende Musikethnologe und Fernsehregisseur Michel Giacometti (1929–1990) wurde hier auf seinen Wunsch hin begraben.

## Kultur und Sehenswürdigkeiten
Am Rande des Ortes führen die Bewässerungskanäle des Alqueva Staudamms vorbei. Neben dem 1989 erbauten Staudamm Barragem da Capela und dem Gemeindefriedhof Cemitério de Peroguarda steht insbesondere die mittelalterliche, im 18. Jahrhundert umgestaltete, einschiffige, spätbarocke Gemeindekirche Igreja Paroquial de Peroguarda (auch Igreja de Santa Margarida) unter Denkmalschutz.